# UFC on Fox: Lawler vs. dos Anjos
UFC on Fox: Lawler vs. dos Anjos var en MMA-gala som arrangerades av Ultimate Fighting Championship och ägde rum 16 december 2017 i Winnipeg i Kanada. 

## Resultat
1. ↑  Catchweight 148,5 lbs.'"`UNIQ--ref-00000004-QINU`"'